# Kościół Pierwszych Męczenników Polski w Gorzowie Wielkopolskim
Kościół pw. Pierwszych Męczenników Polski w Gorzowie Wielkopolskim – rzymskokatolicki kościół  należący do parafii pw. Pierwszych Męczenników Polski w Gorzowie Wielkopolskim, dekanatu Gorzów Wielkopolski – Katedra, diecezji zielonogórsko-gorzowskiej, metropolii szczecińsko-kamieńskiej, zlokalizowany w Gorzowie Wielkopolskim, w województwie lubuskim,

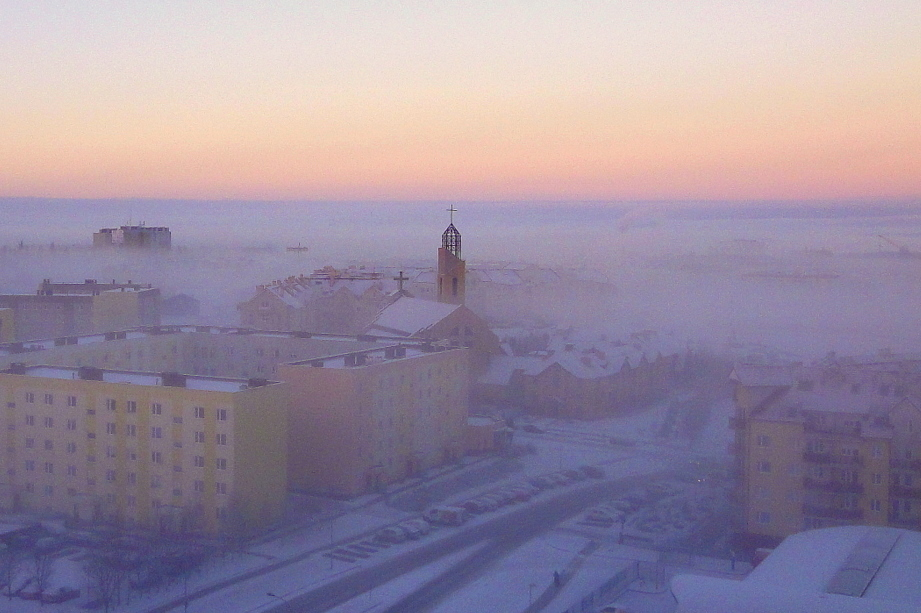
Kościół o brzasku

## Historia
W dniu 4 grudnia 1982 ks. bp Wilhelm Pluta mianował ks. Jana Pikułę proboszczem parafii pw. św. Maksymiliana Kolbego, który otrzymał również zadanie utworzenia nowego ośrodka duszpasterskiego na tworzącym się osiedlu mieszkaniowym Ustronie Parkowe. Natomiast akt notarialny na wieczyste użytkowanie placu na osiedlu Górczyn został spisany 4 kwietnia 1989 roku. Zezwolenie na budowę według projektu mgr inż. arch. Jolanty Mijas-Król zostało wydane dnia 11 kwietnia 1989 r.
Ks. ordynariusz Józef Michalik w dniu 3 września 1989 r. odprawił uroczystą mszę św. na placu budowy zespołu sakralnego z okazji erygowania nowego kościoła i ustanowienia nowej parafii pw. Pierwszych Męczenników Polski. Prace ziemne – wykopy pod fundamenty świątyni rozpoczęto w sierpniu 1993 roku. W dniu 13 listopada 1995 r. ks. bp Adam Dyczkowski dokonał wmurowania kamienia węgielnego pod budowę kościoła.
Na placu przy budującym się kościele w dniu 2 czerwca 1997 – papieża Jana Pawła II przywitało ok. 500 tys. wiernych, a miało to miejsce podczas VI podróży apostolskiej do Polski. 13 listopada 2000 r. bp Adam Dyczkowski poświęcił nowo wybudowany kościół
W dniu 17 lutego 2002 r. miało miejsce uroczyste nawiedzenie (kościoła i parafii) relikwii Męczenników Międzyrzeckich skąd następnie rozpoczęła się ich peregrynacja w całej diecezji zielonogórsko-gorzowskiej.

## Rys architektoniczny
Kościół to pięcionawowa świątynia o nowoczesnej stylistyce, której architektami są Jolanta Mijas-Król i Jerzy Król, a konstruktorem inż. Stefan Janik. Natomiast wystrój wnętrza jest wykonany według projektu Jacka Nowaka – kompozycja bieli ścian, marmurowych okładzin filarów i drewnianych płaskorzeźb.

## Wyposażenie
Postacie w ołtarzu głównym wyobrażają świętych Pięciu Braci Męczenników wpatrzonych w Chrystusa Zmartwychwstałego. W krzyżu papieskim umieszczone są relikwie świętych, sprowadzone do parafii w 2003 r. z Pragi z okazji obchodów 1000-lecia Męczeństwa Patronów.
W prawej nawie znajduje się ołtarz św. Joanny Beretta-Molla – patronki rodzin, narzeczonych, służby zdrowia i akcji katolickiej. W prawej kaplicy bocznej znajduje się tryptyk Jezusa Miłosiernego, a w lewej – Najświętszej Maryi Panny, z płaskorzeźbą Matki Bożej Nieustającej Pomocy. Na filarach po jednej stronie zamontowane są stacje Drogi Krzyżowej, a umieszczono obrazy przedstawiające 12 Apostołów.